# Saint Vincent i Grenadyny na Letnich Igrzyskach Olimpijskich 1988
Saint Vincent i Grenadyny na Letnich Igrzyskach Olimpijskich 1988 reprezentowało sześciu zawodników: pięciu mężczyzn i jedna kobieta. Był to debiut reprezentacji Saint Vincent I Grenadyny na letnich igrzyskach olimpijskich.

## Skład kadry

### Lekkoatletyka
Mężczyźni
- André François – bieg na 200 m – odpadł w eliminacjach
- Michael Williams – bieg na 400 m – odpadł w eliminacjach
- Eversley Linley – bieg na 800 m – odpadł w eliminacjach
- Orde Ballantyne – skok w dal – nie został sklasyfikowany (nie oddał żadnej poprawnej próby)
- Lennox Adams – trójskok – 37. miejsce

Kobiety
- Jacqueline Ross – skok w dal – 26. miejsce